# 路易斯·查韦斯
路易斯·查韦斯（西班牙語：Luis Chávez，1996年1月15日—），墨西哥男子足球运动员，司职中场，2022年4月完成成年国家队首秀。他曾代表墨西哥参加2022年国际足联世界杯。